# 昇寅
昇寅（穆麟德轉寫：senggin，1762年—1834年），字賓旭、賓谷、晉齋，馬佳氏，滿洲镶黄旗人。清朝政治人物、清朝禮部尚書。

## 生平
嘉庆庚申恩科举人。历任礼部员外郎，户科给事中，太仆寺卿，盛京将军，宁夏将军，成都将军，绥远城将军，正蓝旗满洲副都统，督察院左都御史，正黄旗满洲都统，授內大臣 (清朝)。道光十四年七月丙子，接替宗室耆英，擔任清朝禮部尚書，后去世，諡勤直。由宗室奕顥接任。

## 家庭
- 孙儿紹祺，咸豐六年進士。